# Manabu Nakamura
Manabu Nakamura (中村 学 Nakamura Manabu?,  nacido el 26 de junio de 1977 en Iwate) es un exfutbolista japonés. Jugaba de centrocampista y su último club fue el Grulla Morioka de Japón.

## Trayectoria

### Clubes
| Club           | País  | Año         |
| -------------- | ----- | ----------- |
| Vegalta Sendai | Japón | 1996 - 2001 |
| Grulla Morioka | Japón | 2004 - 2005 |